# DIV (バンド)
DIV（ダイヴ）は、日本のヴィジュアル系ロックバンド。所属レコードレーベルはデンジャークルー・レコード。

## 概要
2011年、V系シーンで同期を入れた音楽が多い中、あえて「ROCKで同期が少ないバンド」をしようとちょびと将吾が中心となって活動を開始。その後、2011年12月からバンド結成まで毎回ゲストボーカルを招待する継続セッションバンド「企画もの」を結成。
2012年3月5日、公式サイトを公開し、結成を発表。
2016年に解散、2023年に再結成。
バンド名は英語において「飛び込む」を意味するDiveが元になっている。バンドシーンに4人で飛び込んでいくという意味が込められ、アルファベット順で5番目に該当する「E」がない『DIV』という表記になった。
また、DIVのファンの呼称は「E子」「E女」「E男」である(しかし、バンドオフィシャルは「海女さん」、命名は「どぶろっく」とされていた)。

## 来歴
2012年3月5日、DIV結成。4月13日、新宿LOFTで行われたライヴイベント「華麗なる激情 Vol.2」にて初ライヴ。4月25日、ミニアルバム『無題のドキュメント』をリリース。
2013年、5月6日の渋谷O-WEST初ワンマンライヴのチケットを3分で即日完売。10月23日リリースの1stアルバム『ZERO ONE』がオリコンインディーズアルバム週間ランキング1位を獲得。11月新宿BLAZEの2ndワンマンライヴは60秒で即日完売した。
2014年、2月26日発売のシングル「BUTTERFLY DREAMER」がテレビ朝日系全国放送『musicるTV』2月度エンディングテーマに決定。5月10日にEX THEATER ROPPONGIで2周年ワンマンライヴを行い、9月から全国7カ所8公演の初ワンマンツアー「1st oneman TOUR CHANGE MY POV」を開催した。
2015年2月25日、2ndアルバム『SECRET』をリリース。
2016年10月10日、ライブ「DIV ONEMAN LIVE 2016「DIVE!!!」at日比谷野外大音楽堂」をもって解散。
2023年3月5日、再結成、同年8月13日にライブを行うことも発表。

## メンバー
Vo. CHISA
- Vettic→NEXX(Bass→Vocal)→DIV→アクメ
- 4月2日生まれ、B型。栃木県宇都宮市出身。
- 両親ともに美大出身。自身も美大で金属工芸を専攻[11]。
- 一部グッズのデザインをおこなっている[11]。

Gu. 将吾
- リンダ→xTRiPx→DIV→アクメ
- 9月5日生まれ、B型。福岡県出身。
- 博多弁(筑豊弁)を用いる。
- ラーメン、犬が好き。

Ba. ちょび
- xTRiPx→DIV→The Guzmania
- 12月4日生まれ、O型。東京都北区赤羽出身。
- リーダー[1]。
- 名前の由来は「君は超ビッグになる男だから、ちょび」と言われたことから。

Dr. satoshi
- (アンヴレラ)→マスカレード→BLACK JACK(サポート)→バッハ→BugLug(サポート)→LANDZ→DIV
- 公式ホームページには、××月××日生まれ、くわがたと記載されている。実際は(10月9日、B型) 埼玉県熊谷市出身である。
- つのだ☆ひろ主催のサマードラムスクールに参加していた[12]。
- yukihiroを崇拝している[13]。
- 要塞のようなドラムセットにアジア圏最多の7個のペダルを操る(現在は4個)[14]。

## ディスコグラフィ

### ミニアルバム
| 枚  | 発売日        | タイトル           | 規格      | 販売生産番号                                |
| --- | ------------- | ------------------ | --------- | ------------------------------------------- |
| 1st | 2012年4月25日 | 無題のドキュメント | CD+DVD CD | DCCL-33〜34（初回限定盤） DCCL-35（通常盤） |
| 2nd | 2016年3月16日 | EDR TOKYO          | CD CD     | DCCSG-5（初回限定盤） DCCSG-6（通常盤）     |

### シングル
| 枚   | 発売日         | タイトル                | 規格      | 販売生産番号                                                            | 備考                                                                               |
| ---- | -------------- | ----------------------- | --------- | ----------------------------------------------------------------------- | ---------------------------------------------------------------------------------- |
| 1st  | 2012年8月29日  | 夏の行方                | CD+DVD CD | DCCL-50〜51（初回限定盤） DCCL-52（通常盤）                             | オリコンチャート初登場99位獲得。                                                   |
| 2nd  | 2013年1月9日   | 卒業                    | CD+DVD CD | DCCL-68〜69（初回限定盤） DCCL-70（通常盤）                             | オリコンチャート初登場48位獲得。                                                   |
| 3rd  | 2013年4月3日   | TASTE OF LIFE           | CD+DVD CD | DCCL-79〜80（初回限定盤） DCCL-81（通常盤）                             | オリコンチャート初登場27位獲得。                                                   |
| 4th  | 2013年7月17日  | ゴールデンキネマ劇場    | CD+DVD CD | DCCL-94〜95（初回限定盤A） DCCL-96〜97（初回限定盤B） DCCL-98（通常盤） | オリコンチャート初登場22位獲得。                                                   |
| 5th  | 2013年12月11日 | 妄想日記                | CD+DVD CD | DCCL-123〜124（初回限定盤） DCCL-125（通常盤）                          | オリコンチャート初登場52位獲得。                                                   |
| 6th  | 2014年2月26日  | BUTTERFLY DREAMER       | CD+DVD CD | DCCL-133〜134（初回限定盤） DCCL-135（通常盤）                          | テレビ朝日系『musicるTV』 2月度エンディングテーマ オリコンチャート初登場65位獲得。 |
| 7th  | 2014年2月26日  | you                     | CD+DVD CD | DCCL-136〜137（初回限定盤） DCCL-138（通常盤）                          | オリコンチャート初登場68位獲得。                                                   |
| 8th  | 2014年5月7日   | 漂流彼女                | CD+DVD CD | DCCL-144〜145（初回限定盤） DCCL-146（通常盤）                          | オリコンチャート初登場28位獲得。                                                   |
| 9th  | 2014年8月27日  | Point of view           | CD+DVD CD | DCCL-153〜154（初回限定盤） DCCL-155（通常盤）                          | オリコンチャート初登場42位獲得。                                                   |
| 10th | 2015年10月28日 | イケナイKISS            | CD+DVD CD | DCCSG-1（初回限定盤） DCCSG-2（通常盤）                                 | オリコンチャート初登場44位獲得。                                                   |
| 11th | 2024年7月19日  | Never Divided Just Dive | CD        |                                                                         |                                                                                    |

### スタジオアルバム
| 枚  | 発売日         | タイトル | 規格      | 販売生産番号                                   | 備考                                                                          |
| --- | -------------- | -------- | --------- | ---------------------------------------------- | ----------------------------------------------------------------------------- |
| 1st | 2013年10月23日 | ZERO ONE | CD+DVD CD | DCCL-116〜117（初回限定盤） DCCL-118（通常盤） | オリコンチャート初登場40位獲得。 オリコンインディーズチャート初登場１位獲得。 |
| 2nd | 2015年2月25日  | SECRET   | CD+DVD CD | DCCL-173〜174（初回限定盤） DCCL-175（通常盤） | オリコンチャート初登場32位獲得。                                              |

### 参加アルバム
| 発売日        | タイトル                                                                                        | 規格 | 販売生産番号 |
| ------------- | ----------------------------------------------------------------------------------------------- | ---- | ------------ |
| 2012年6月27日 | CRUSH!3 -90's V-Rock best hit cover LOVE songs- （T.M.Revolutionの「WHITE BREATH 」をカヴァー） | CD   | UPCH-20278   |